# Gonempeda flava
Gonempeda flava là một loài ruồi trong họ Limoniidae. Chúng phân bố ở miền Cổ bắc.